# Za lasem
Za lasem (ang. Beyond the Forest) – amerykański film z 1949 roku w reżyserii Kinga Vidora.

## Obsada
- Bette Davis jako Rosa Moline
- Joseph Cotten jako doktor Lewis Moline
- David Brian jako Neil Latimer
- Ruth Roman jako Carol
- Minor Watson jako Moose
- Regis Toomey jako Sorren
- Dona Drake jako Jenny
- Sarah Selby jako Mildred Sorren
- Ann Doran jako Edith Williams (niewymieniona w czołówce)
- Eve Miller jako telefonistka w centrali (niewymieniona w czołówce)

## Nagrody i nominacje
| Nazwa nagrody | Wygrane            | Nominacje                                                |
| ------------- | ------------------ | -------------------------------------------------------- |
| Oscar         | 1950 bez rezultatu | 1950 Najlepsza muzyka w dramacie lub komedii Max Steiner |

## Wyróżnienia
| Rok wyróżnienia | Amerykański Instytut Filmowy                          | Miejsce                                                  |
| --------------- | ----------------------------------------------------- | -------------------------------------------------------- |
| 2005            | Lista 100 najlepszych kwestii filmowych wszech czasów | 62. miejsce Bette Davis jako Rosa Moline: „What a dump.” |